# Гниле (Тимський район)
Гниле (рос. Гнилое) — село в Тимському районі Курської області Російської Федерації.
Населення становить 289 осіб. Входить до складу муніципального утворення Становська сільрада.

## Історія
Населений пункт розташований на території українського етнічного та культурного краю Східна Слобожанщина.
Від 2004 року входить до складу муніципального утворення Становська сільрада.

## Населення
| 2002 | 2010 |
| ---- | ---- |
| 350  | ↘289 |